# Dungarth II
Dungarth II (gallese: Dyngad; latino: Doncatus; inglese: Duncan; 835 circa – 876) fu l'ultimo sovrano sulla Dumnonia.
Secondo la tradizione la sua corte era a Lis-Cerruyt (Liskeard). Annegò durante una battuta di caccia nell'876.